# 峨眉矮桦
峨眉矮桦（学名：Betula potaninii var. trichogemma）为桦木科桦木属下的一个变种。

## 扩展阅读
- 維基物種上的相關：峨眉矮桦